# Bébert et l'Omnibus
Pour plus de détails, voir Fiche technique et Distribution.
Bébert et l'Omnibus est un film français réalisé par Yves Robert, sorti en 1963.

## Synopsis
À la suite d'une exploration mouvementée à la Samaritaine puis dans les rues de Paris, le jeune Bébert est oublié en queue de train par son grand-frère, Tiennot, parti draguer dans les voitures de tête de leur train à destination de Coulommiers (la famille réside à Tournan-en-Brie). Ce train est en effet divisé en deux rames à la gare de Gretz-Armainvilliers, la tête allant à Tournan, la queue à Verneuil-l'Étang, où Bébert va vivre quelques aventures mémorables et semer la pagaille dans la gare.
Pendant ce temps, Tiennot se lance à sa recherche, sans avoir rien dit à ses parents. Il part à bicyclette et vit lui aussi des aventures cocasses.
Leur père, inquiet, finit par se mettre en route à son tour alors qu'il fait déjà nuit.
La quête de Bébert, d'un voleur imaginaire et de quelques pommes de terre conduira la plupart des protagonistes à finir trempés sous l'orage.
Mais une bande loufoque de cheminots au grand cœur et de gendarmes rêveurs réunit enfin, bien qu'involontairement, le père et ses deux fils.

## Fiche technique
- Titre : Bébert et l'Omnibus
- Réalisation : Yves Robert
- Scénario : François Boyer, d'après son œuvre
- Adaptation et dialogue : François Boyer
- Assistants réalisateur : Guy Blanc, Marco Pico
- Production : La Guéville
- Producteurs : Danièle Delorme et Yves Robert
- Directeur de production : Léon Carré
- Secrétaire de production : Marguerite Théoule
- Administrateur : Henri Dutrannoy
- Musique : Philippe-Gérard - Direction musicale : François Rauber
- Images : André Bac
- Opérateur : Raymond Letouzey, assisté de Jean Castagnier
- Son : Raymond Gauguier, assisté de Claude Ohron et Max Olivier
- Décors : Robert Clavel, assisté de Georges Richard et Roger Joint
- Montage : Robert Isnardon
- Script-girl : Colette Crochot assisté de Marco Pico
- Photographe de plateau : Liliane de Kermadec
- Régisseur général : Éric Geiger, assisté de Marc Goldstaub
- Participation de la radio Europe 1
- Pays de production :  France
- Date de sortie : 3 décembre 1963
- Durée : 100 minutes
- Genre : comédie

## Distribution
- Martin Lartigue : Bébert Martin, le petit garçon (crédité Petit Gibus d'après son rôle dans La Guerre des Boutons)
- Jacques Higelin : Tiennot Martin, le frère aîné de Bébert
- Blanchette Brunoy : Mme Martin
- Jean Richard : M. Martin
- Pierre Mondy : Parmelin, chef de gare de Verneuil-l'Étang
- Michel Serrault : Barthoin, l'inspecteur des transports
- Jean Lefebvre : Glandier, l'agent d'entretien
- Tsilla Chelton : la voyageuse aux pommes et aux multiples maladies
- Madeleine Clervanne : la vieille dame au chien
- Christine Aurel : une fille dans le train
- Christian Marin : le chef de gare d'Ozouer-le-Voulgis
- Albert Rémy le brigadier Belissard
- Guy Grosso : un gendarme
- Michel Modo : un gendarme
- Pierre Tornade : un policier parisien appelé en renfort par Bébert
- Sophie Grimaldi : la jolie rousse, vendeuse à la Samaritaine
- Christine Janin : la petite Martin
- Michèle Bardollet : une jeune du train
- Françoise Deldick : la jeune paysanne allant chercher ses vaches
- Michel Isella : le cadet des Martin
- André Desplanches : le benjamin des Martin
- Christian Alers : Barnier, le chef de gare de Tournan
- Yves Robert : Chaussin, l'amant d'Henriette
- Paul Mercey : Hubert Pignal, l'automobiliste industriel et cocu
- Pierre Maguelon : Perrin, le chef de gare de Gretz
- Nono Zammit : un contrôleur S.N.C.F
- André Gaillard : un caissier de la Samaritaine
- Max Amyl : un conducteur de train
- Bernard Charlan : le turfiste qui suit les résultats des courses sur la radio de Tiennot
- Alain Franco

### Autour du film
- Paul Préboist, parfois cité mais non crédité au générique… n'apparaît absolument pas dans le film.[réf. nécessaire]
- Christine Aurel, âgée de 18 à 20 ans à l'époque du tournage n'interprète pas la petite Martin (dix ans au plus) comme le laissent entendre les versions précédentes de l'article, mais bien une des deux jeunes filles du train (source : la principale intéressée). En revanche, la petite Christine Janin tient bien dans le film le rôle de la petite sœur de Martin Lartigue et Jacques Higelin.[réf. nécessaire]
- Les locomotives à vapeur vues dans le film sont des 141 TB de l'ancienne compagnie de l'Est.